# Bulgaarse parlementsverkiezingen juli 2021

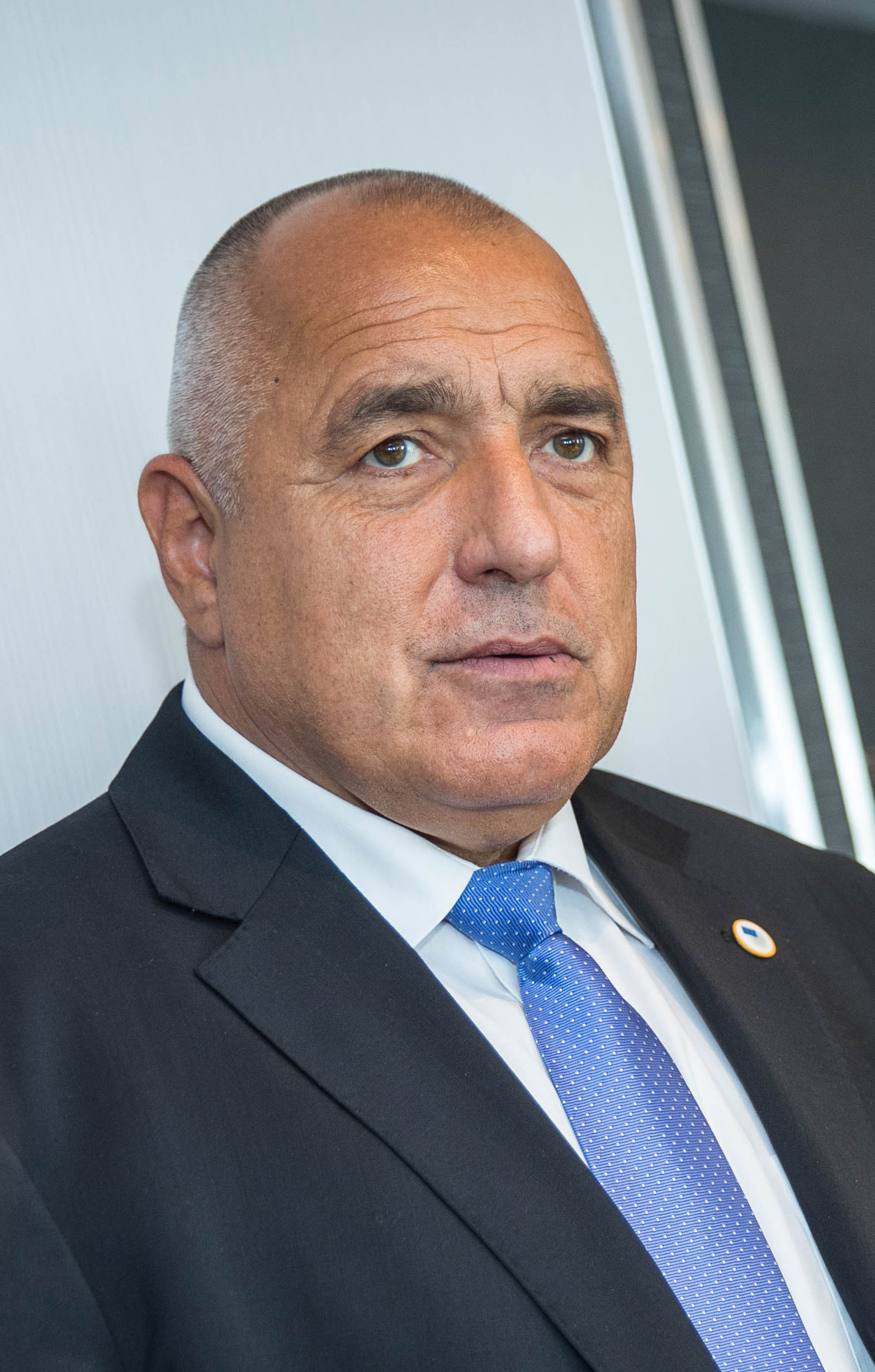
Zittend premier Bojko Borisov (*1959), aan de macht sinds 2009.

De Bulgaarse parlementsverkiezingen van 11 juli 2021 waren de tweede parlementsverkiezingen van het jaar; bij eerdere verkiezingen, die op 4 april 2021 plaatsvonden werd de GERB van zittend premier Bojko Borisov (*1959) de grootste partij in de Nationale Vergadering, maar het ontbeerde GERB aan een meerderheid. Pogingen om een coalitie te smeden liepen op niets uit, waarna er nieuwe verkiezingen moesten worden gehouden. Wederom werd GERB de grootste partij, maar moest ten aanzien van de verkiezingen in april 12 zetels inleveren. Het kartel "Er is zo'n Volk" wist echter twee zetels meer te winnen dan GERD. De Bulgaarse Socialistische Partij (BSP) die bij de verkiezingen van april al een enorm verlies moest incasseren, moest opnieuw enkele zetels (-7) inleveren. De opkomst was met 40,39% dramatisch laag.

## Uitslag
| Partij                             | Stemmen | %       | Zetels   |
| ---------------------------------- | ------- | ------- | -------- |
| Er is zo'n Volk                    |         | 24,10%  | 65 / 240 |
| GERB-SDS                           |         | 23,50%  | 63 / 240 |
| BSP voor Bulgarije                 |         | 13,40%  | 36 / 240 |
| Democratisch Bulgarije             |         | 12,60%  | 34 / 240 |
| Beweging voor Rechten en Vrijheden |         | 10,70%  | 29 / 240 |
| Sta op! Maffia, Wegwezen!          |         | 5,0%    | 13 / 240 |
| Andere partijen en kandidaten      |         | 34,80%  | 0 / 240  |
| Totaal                             |         | 100,00% | 240      |
|                                    |         |         |          |
| Geldige stemmen                    |         |         |          |
| Blanco/ ongeldige stemmen          |         |         |          |
| Totaal uitgebrachte stemmen        |         | 100,00% |          |
| Geregistreerde kiezers/ opkomst    |         | 40,39%  |          |
| Bron: Uitslag                      |         |         |          |

## Nasleep
Pogingen van de partij "Er is zo'n Volk" om een regering te vormen mislukten, waarna de formatieopdracht doorschoof naar GERB van premier Borisov. Ook GERD slaagde er niet in om tot een coalitie te komen. Als laatste poogde de BSP om een regering te vormen, maar ook deze partij slaagde daar niet in waarop er nieuwe verkiezingen werden uitgeschreven voor 14 november 2021.